# Formy popełnienia przestępstwa
Formy popełnienia przestępstwa – w prawie karnym formy, w jakich może dojść do popełnienia czynu zabronionego, z którymi ustawa wiąże odpowiedzialność karną. Ich istotą jest poszerzenie odpowiedzialności karnej na osoby inne niż sprawców i zachowania wcześniejsze niż dokonanie.
Wyróżnia się:
- formy zjawiskowe – sprawstwo oraz niesprawcze postacie zjawiskowe, tj. podżeganie i pomocnictwo,
- formy stadialne – przygotowanie, usiłowanie i dokonanie[1].